# The United States of America (album)
The United States of America is het debuut- en enige studioalbum van de Amerikaanse experimentele-rockband The United States of America. Het album werd in 1968 uitgebracht op CBS Records. Hoewel de band er geen grote hit mee scoorde - het album piekte op #181 in de Billboard Top LPs - bleek het werk van invloed te zijn op de vorming van de krautrocksound en groeide het uit tot een cultfenomeen. In 2004 verscheen een heruitgave op Sundazed Records met tien bonustracks bestaande uit proefopnames, B-kanten en alternatieve opnames.

## Ontvangst
Richie Unterberger van AllMusic omschreef het werk als "one of the legendary pure psychedelic space records". Cameron Macdonald van Pitchfork recenseerde de heruitgave met de tien bonustracks. Macdonald merkte op dat het album "ended up a cult favorite that would later be speculated as a phantom influence for the Krautrock sound" en dat het na 36 jaar nog altijd "stands above the work of most of their Monterey-era, psych-rock peers". Volgens Kris Needs van Record Collector was het album innovatief en in die zin vergelijkbaar met het debuutalbum The Velvet Underground & Nico (1967) van The Velvet Underground maar werd later pas duidelijk hoe invloedrijk het werk was. De band belandde dankzij het album in 2016 op de lijst van "40 greatest one-album wonders" van Rolling Stone.

## Nummers
Alle muziek en teksten zijn geschreven door Joseph Byrd en Dorothy Moskowitz, tenzij anders aangegeven. 
| Nr. | Titel | Duur |
| --- | --- | ---- |
| 1.  | The American metaphysical circus (Byrd) | 4:56 |
| 2.  | Hard coming love | 4:41 |
| 3.  | Cloud song | 3:18 |
| 4.  | The garden of earthly delights | 2:39 |
| 5.  | I won't leave my wooden wife for you, sugar | 3:51 |
| 6.  | Where is yesterday (Gordon Marron, Ed Bogas, Moskowitz) | 3:08 |
| 7.  | Coming down | 2:37 |
| 8.  | Love song for the dead Ché (Byrd) | 3:25 |
| 9.  | Stranded in time (Marron, Bogas) | 1:49 |
| 10. | The American way of love 1. Metaphor for an older man (Byrd) 2. California good-time music (Byrd) 3. Love is all (Byrd, Moskowitz, Rand Forbes, Craig Woodson, Marron) | 6:38 |

## Personeel

### Bezetting
- Joseph Byrd – (elektrische klavecimbel, orgel, kalliope, piano, zang)
- Dorothy Moskowitz – lead vocals
- Gordon Marron – (elektrische viool, ringmodulator, zang)
- Rand Forbes – (elektrische bas)
- Craig Woodson – (elektrische drums, percussie)

### Productie
- David Rubinson (productie)